# Eccellenza Umbria 1996-1997
Il campionato italiano di calcio di Eccellenza regionale 1996-1997 è il sesto organizzato in Italia. Rappresenta il sesto livello del calcio italiano ed il maggiore in ambito regionale.
Questo è il girone unico organizzato dal Comitato Regionale dell'Umbria.

## Squadre partecipanti
| Squadra     | Città (provincia)                     | Stagione 1995-96                                      |
| ----------- | ------------------------------------- | ----------------------------------------------------- |
| Bastia      | Bastia Umbra (PG)                     | 7° in Eccellenza Umbria                               |
| Campitello  | Terni                                 | 8° in Eccellenza Umbria                               |
| Cannara     | Cannara (PG)                          | 6° in Eccellenza Umbria                               |
| Cesi        | Cesi di Terni                         | 12° in Eccellenza Umbria                              |
| Deruta      | Deruta (PG)                           | 9° in Eccellenza Umbria                               |
| Gubbio      | Gubbio (PG)                           | 18º nel Campionato Nazionale Dilettanti/E, retrocesso |
| Magione     | Magione (PG)                          | 2° in Promozione Umbria, promosso                     |
| Nestor      | Marsciano (PG)                        | 16º nel Campionato Nazionale Dilettanti/F, retrocessa |
| Ortana      | Orte (VT)                             | 6° in Promozione Umbria, ripescata                    |
| Orvietana   | Orvieto (TR)                          | 5° in Eccellenza Umbria                               |
| Ripa        | Ripa di Perugia                       | 1° in Promozione Umbria, promosso                     |
| San Secondo | San Secondo di Città di Castello (PG) | 13° in Eccellenza Umbria, salvo dopo spareggio        |
| San Sisto   | San Sisto di Perugia                  | 4° in Eccellenza Umbria                               |
| Spoleto     | Spoleto (PG)                          | 11° in Eccellenza                                     |
| Tiberis     | Umbertide (PG)                        | 10° in Eccellenza Umbria                              |
| Torgiano    | Torgiano (PG)                         | 3° in Eccellenza Umbria                               |

## Classifica finale
|  | Pos. | Squadra     | Pt | G  | V  | N  | P  | GF | GS | DR  |
|  | ---- | ----------- | -- | -- | -- | -- | -- | -- | -- | --- |
|  | 1.   | Gubbio      | 65 | 30 | 19 | 8  | 3  | 49 | 16 | +33 |
|  | 2.   | San Sisto   | 55 | 30 | 15 | 10 | 5  | 34 | 14 | +20 |
|  | 3.   | Nestor      | 49 | 30 | 13 | 10 | 7  | 37 | 28 | +9  |
|  | 4.   | Tiberis     | 46 | 30 | 11 | 13 | 6  | 37 | 30 | +7  |
|  | 5.   | Campitello  | 42 | 30 | 9  | 15 | 6  | 27 | 28 | -1  |
|  | 6.   | Torgiano    | 40 | 30 | 8  | 16 | 6  | 30 | 28 | +2  |
|  | 7.   | Ripa        | 39 | 30 | 10 | 9  | 11 | 21 | 28 | -7  |
|  | 8.   | Cesi        | 38 | 30 | 9  | 11 | 10 | 31 | 25 | +6  |
|  | 9.   | Orvietana   | 37 | 30 | 8  | 13 | 9  | 29 | 31 | -2  |
|  | 10.  | Bastia      | 36 | 30 | 8  | 12 | 10 | 38 | 35 | +3  |
|  | 11.  | Spoleto     | 35 | 30 | 8  | 11 | 11 | 44 | 39 | +5  |
|  | 12.  | Deruta      | 35 | 30 | 8  | 11 | 11 | 29 | 31 | -2  |
|  | 13.  | Magione     | 35 | 30 | 8  | 11 | 11 | 25 | 38 | -13 |
|  | 14.  | Cannara     | 34 | 30 | 8  | 10 | 12 | 31 | 37 | -6  |
|  | 15.  | San Secondo | 27 | 30 | 6  | 9  | 15 | 31 | 54 | -23 |
|  | 16.  | Ortana      | 19 | 30 | 4  | 7  | 19 | 30 | 61 | -31 |

Legenda:

      Promossa nel Campionato Nazionale Dilettanti 1997-1998.
      Ammessa ai play-off nazionali.
      Retrocessa in Promozione Umbria 1997-1998.
Regolamento:

Tre punti a vittoria, uno a pareggio, zero a sconfitta.
A parità di punteggio valevano gli scontri diretti. In caso di pari merito in zona promozione e/o retrocessione si doveva giocare una gara di spareggio.